# モーガン・フェアチャイルド
モーガン・フェアチャイルド（Morgan Fairchild, 本名：Patsy Ann McClenny, 1950年2月3日 - ）は、アメリカ合衆国の女優。

## 経歴
テキサス州ダラス出身。父エドワード・ミルトン・マククレニーと、高校で国語の教師をしていた母マーサ・ジェーンの間に生まれる。幼少の頃に猩紅熱を患い、左耳に難聴の障害が残った。モーガンという芸名は、1966年のデビッド・ワーナー主演映画『モーガン』からとっている。
『ボニーとクライド 俺たちに明日はない』でフェイ・ダナウェイのスタンドインをつとめたことが女優活動の原点となり、のちにソープオペラ『サーチ・フォー・トゥモロー』のジェニファー・ペース役を獲得、1973年から1977年にわたって出演した。その後はロサンゼルスに拠点を移し、『ダラス』のジェナ・ウェイド役、『フラミンゴ・ロード』、『モーク&ミンディ』などのソープオペラ、シチュエーション・コメディに出演。『フラミンゴ・ロード』ではゴールデングローブ賞テレビドラマ部門女優賞のノミネートを受けた。1982年、映画『セダクション 盗撮された女』でニュースキャスターのジェイミー・ダグラス役として出演。観客の目を釘付けにするようなヌードを披露し、ハリウッドの悪女的ポジションの一角をなすようになる。またこの頃、オフ・ブロードウェイの舞台にも立ち、『タイム』誌や『ニューヨーク・タイムズ』紙のレビューで絶賛を受けた。
私生活では1967年にジャック・カルマスと結婚、1973年に離婚。1990年代初頭は当時上院議員だったジョン・ケリーと親しい関係にあった。しかし、2006年の『ピープル』誌のインタビュー記事では、映画会社役員マーク・シーラーと20年におよぶ付き合いがあり、シーラーとも結婚の予定はないと述べている。その他にはエイズ関連、環境保護といった問題の啓蒙活動を行っている。

## 主な作品

### テレビ
- サーチ・フォー・トゥモロー - Search for Tomorrow （1973年 - 1977年）
- ダラス - Dallas （1978年）
- フラミンゴ・ロード - Flamingo Road （1980年 - 1982年）
- ペーパー・ドールズ - Paper Dolls （1984年）
- ファルコン・クレスト - Falcon Crest （1985年 - 1986年）
- TVキャスター マーフィー・ブラウン - Murphy Brown （1989年）
- 新シャーロック・ホームズの冒険 ホームズとプリマドンナ - Sherlock Holmes and the Leading Lady （1992年）
- ゼネラル・ホスピタル - General Hospital （1996年）
- フレンズ - Friends （1995年 - 2001年）
- ファッション・ハウス - Fashion House （2006年）
- チャック - Chuck（2007年 - 2012年）

### 映画
- セダクション 盗撮された女 - The Seduction （1982年）
- ピーウィーの大冒険 - Pee-wee's Big Adventure　（1985年）
- ビリー・ディー・ウィリアムス 殺しのイリュージョン - Deadly Illusion （1987年）
- ミュータント・フリークス - Freaked （1993年）
- インモラル女医 - Point of Seduction: Body Chemistry III （1994年）
- 裸の銃を持つ男PART33⅓ 最後の侮辱 - Naked Gun 33⅓: The Final Insult （1994年、カメオ出演）
- ホーリーマン - Holy Man （1998年、カメオ出演）
- デッドアウト - Peril （2000年）